# NGC 4
NGC 4 är en mycket liten och ljussvag linsformad galax i stjärnbilden Fiskarna, något norr om dess granngalax NGC 3. Den upptäcktes dem 29 november 1864 av den tyska astronomen Albert Marth.